# Jaime Víctor Alguersuari Escudero
|  | Aquest article tracta sobre el pilot de Fórmula 1. Si cerqueu informació sobre el seu pare, vegeu «Jaume Alguersuari i Tortajada». |

Jaime Víctor Alguersuari Escudero   (Barcelona, 23 de març de 1990), conegut com a Jaume Alguersuari, és un pilot català de Fórmula 1. El juliol de 2009, amb la seva participació en el Gran Premi d'Hongria del 2009, es convertí en el pilot més jove en participar en una prova del campionat del Món de Fórmula 1. És fill del periodista, editor i empresari Jaume Alguersuari.

## Biografia

### Primers passos
Alguersuari va néixer el 23 de març de 1990 a la ciutat de Barcelona. Va començar els seus primers passos al món de l'automobilisme als tretze anys quan va debutar al Campionat de Catalunya de karts a la categoria aleví i posteriorment a la competició en categoria cadet.Ja va començar a participar en proves a nivell europeu, així entre 2003 i 2004 va competir en la categoria ICA Junior i va obtenir excel·lents resultats tant a les competicions d'Espanya com d'Europa. L'any 2004 va ser proclamat Campió d'Espanya en guanyar totes les carreres disputades. Va ser el pilot més jove en aconseguir-ho, i també fou el dominador absolut de la Copa Internacional de Campions, assolí la 4a plaça a l'Open Màsters d'Itàlia i la 7a posició al Campionat d'Europa.
Als quinze anys es va convertir en pilot de fàbrica de la casa Intrepid i va participar en la categoria ICA. Va guanyar el Campionat d'Espanya de kàrting i el subcampionat de la Copa del Món FIA Àsia-Pacífic en el seu debut. Durant el 2005 va compaginar els seus triomfs a nivell de karting internacional amb el seu primer contacte amb cotxes de la Fórmula Junior 2.0 de Renault a Itàlia, de la mà de l'equip Tomcat Racing. Amb dues victòries va batre un nou rècord de precocitat en ser el pilot més jove a guanyar una carrera d'aquest campionat.

### Cap a la Fórmula 1

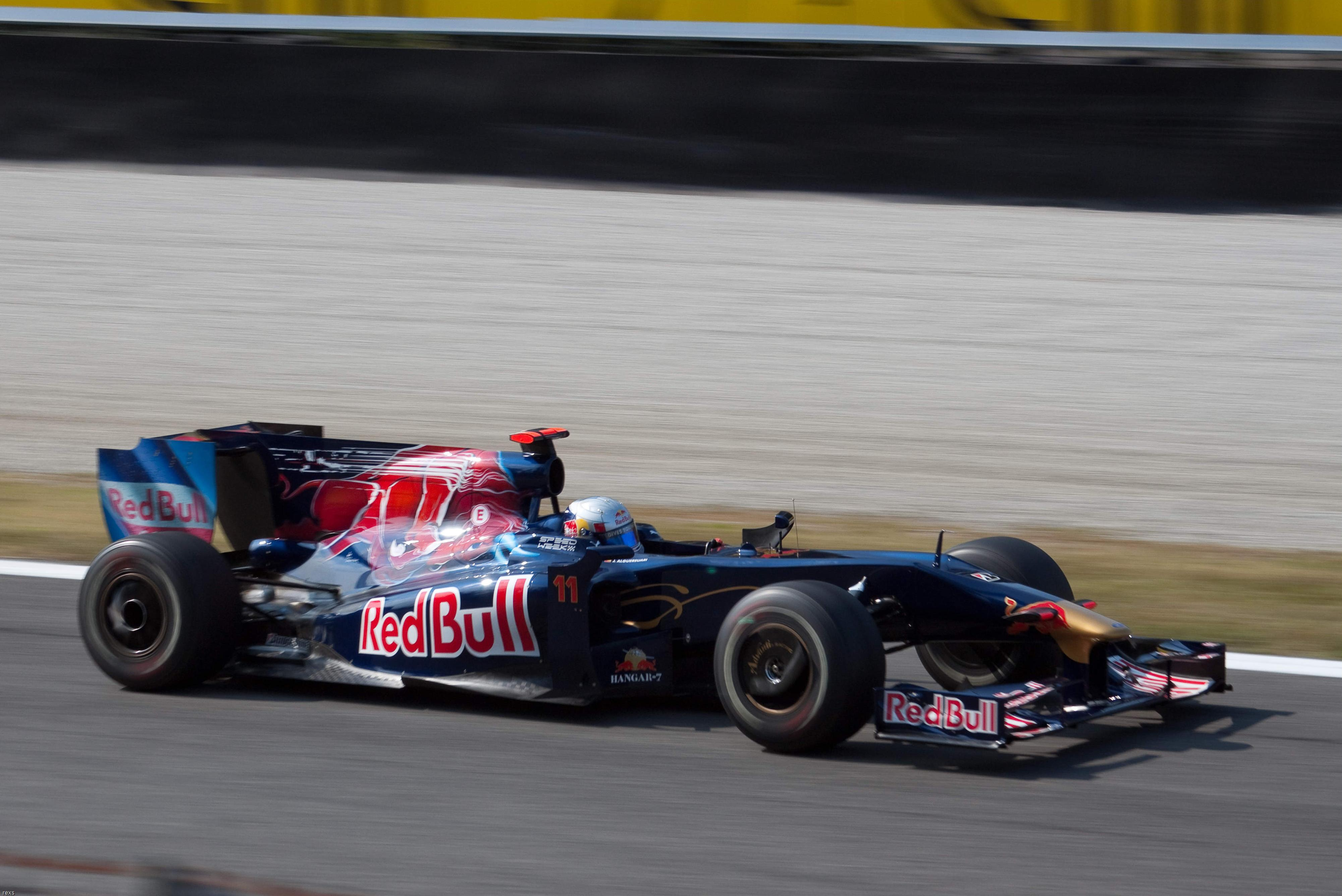
Jaime Alguersuari conduint un Toro Rosso al Gran Premi d'Itàlia del 2009

En observar els seus passos l'equip Red Bull Racing s'interessà per Alguersuari per tal d'inscriure'l en el seu programa «Joves pilots», va formar part de l'equip Junior de Red Bull i participar en la Fórmula Renault 2.0 l'any 2006. En aquest campionat quedà a la 10a posició, es convertí en el millor debutant de l'any i fou el pilot més jove en aconseguir un podi. Va combinar les carreres a Itàlia amb la Formula Renault Eurocup 2.0 i es va alçar amb el títol de la Winter Series Formula Renault 2.0 amb quatre victòries, sent el pilot més jove a guanyar una carrera en aquest esdeveniment. La temporada següent, amb disset anys, va continuar participant en aquestes categories, assolí el subcampionat de la Formula Renault 2.0 Itàlia.
L'any 2008 debutà en la Fórmula 3 mitjançant la seva participació en el Campionat del Regne Unit d'aquesta disciplina i aconseguí la victòria en el seu debut. Aquest campionat té una gran ressò mediàtic i ha servit a molts futurs pilots de Fórmula 1 (David Coulthard, Jenson Button, Nelson Piquet Jr. o Ayrton Senna) per tal de donar-se a conèixer. En aquell any també va participar en el Campionat d'Espanya de Fórmula 3. Va obtenir tres victòries de les sis carreres que va disputar i sortir al setè lloc final
L'equip Red Bull feu un test amb el cotxe de Fórmula 1 Red Bull RB4, i posteriorment fou convidat a participar en la Carrera de Campions de l'any 2008, altra vegada va ser el pilot més jove a participar-hi. A la fi de l'any 2008 Alguersuari va firmar un contracte amb l'equip Carlin Motorsport, el mateix equip amb el qual aconseguí guanyar la Fórmula 3 Britànica, per a disputar les proves World Series by Renault, un campionat que entre d'altres han guanyat entre d'altres Marc Gené, Fernando Alonso, Heikki Kovalainen o Robert Kubica.

### Debut a la Fórmula 1

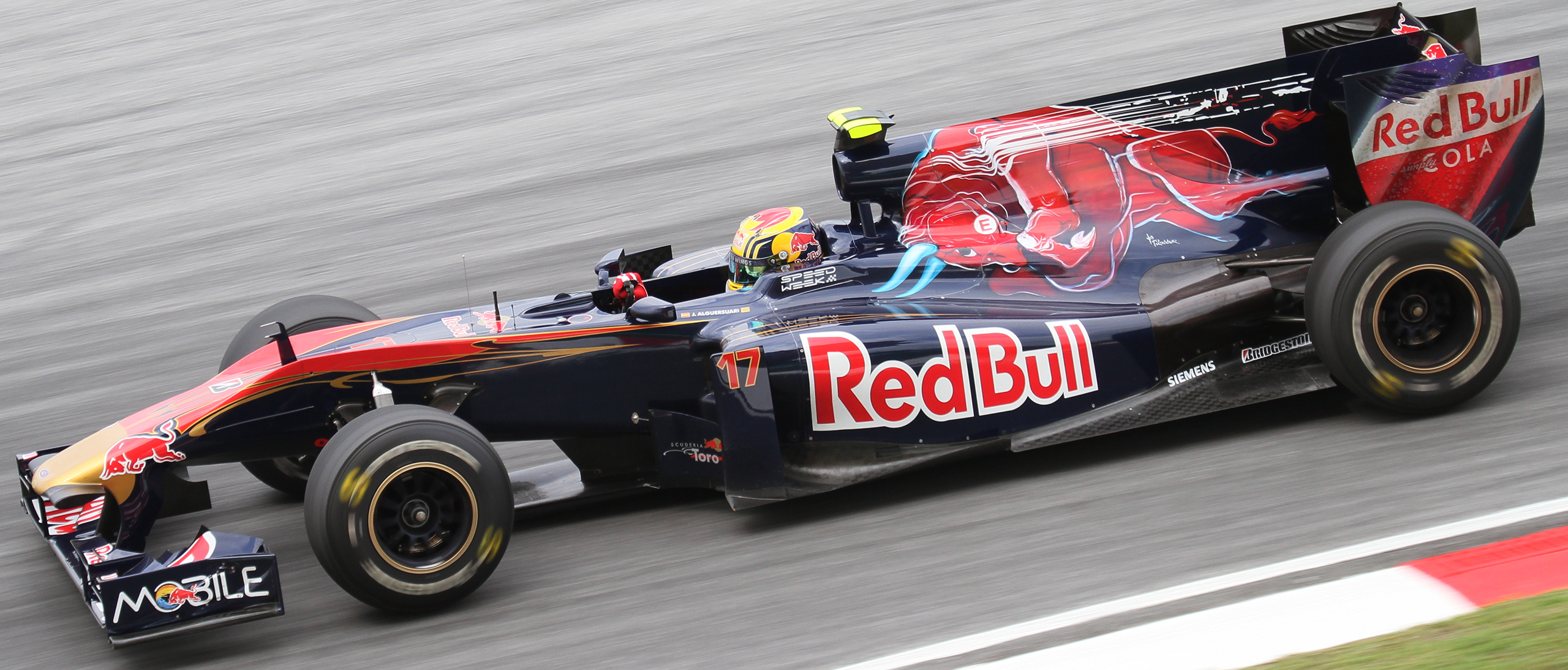
Alguersuari conduint per a Toro Rosso al GP de Malàisia del 2010

A principi de la Temporada 2009 de Fórmula 1 fou confirmat com a pilot oficial de l'equip Toro Rosso. El juliol del mateix any fou nomenat pilot reserva del Red Bull Racing en substitució de Brendon Hartley. Posteriorment fou confirmada la seva entrada a l'equip Toro Rosso com a segon pilot en substitució de Sébastien Bourdais a partir del Gran Premi d'Hongria del 2009, amb el que va participar fins a la temporada de 2011, i el 2012 es convertí en pilot provador de Pirelli, proveïdor de pneumàtics del Mundial de Fórmula 1, pilotant un Renault R30 del 2010 per evolucionar els pneumàtics de la temporada 2013.

## Resultats a la Fórmula 1

### Resum per carreres
(text en negreta indica pole position)
| Any  | Equip               | 1      | 2      | 3       | 4      | 5      | 6       | 7      | 8      | 9      | 10      | 11     | 12      | 13      | 14      | 15      | 16     | 17      | 18     | 19     | WDC | Punts |
| ---- | ------------------- | ------ | ------ | ------- | ------ | ------ | ------- | ------ | ------ | ------ | ------- | ------ | ------- | ------- | ------- | ------- | ------ | ------- | ------ | ------ | --- | ----- |
| 2009 | Toro Rosso Ferrari  | AUS NP | MAL NP | CHN NP  | BHR NP | ESP NP | MON NP  | TUR NP | GBR NP | GER NP | HUN 15  | EUR 16 | BEL Ret | ITA Ret | SIN Ret | JPN Ret | BRA 14 | ABU Ret |        |        | 24è | 0     |
| 2010 | Scuderia Toro Rosso | BHR 13 | AUS 11 | MAL 9   | XIN 13 | ESP 10 | MON 11  | TUR 12 | CAN 12 | EUR 13 | GBR Ret | ALE 15 | HON Ret | BEL 13  | ITA 15  | SIN 12  | JAP 11 | COR 11  | BRA 11 | ABU 9  | 19è | 5     |
| 2011 | Scuderia Toro Rosso | AUS 11 | MAL 14 | XIN Ret | TUR 16 | ESP 16 | MON Ret | CAN 8  | EUR 8  | GBR 10 | ALE 12  | HON 10 | BEL Ret | ITA 7   | SIN 21  | JAP 15  | COR 7  | IND 8   | ABU 15 | BRA 11 | 14è | 26    |

NP: no participà